# 이글클로 작전

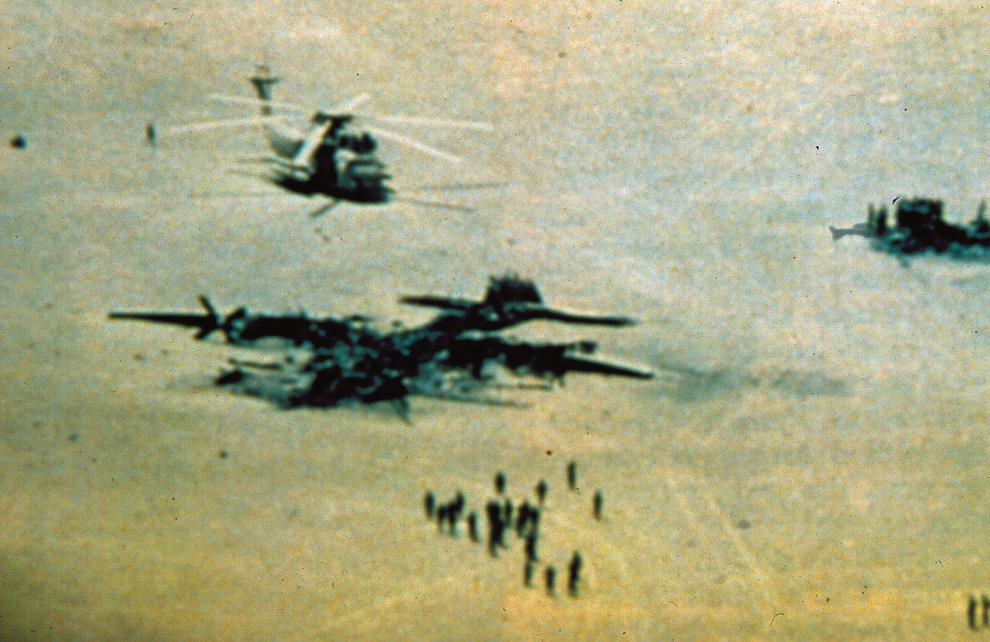

이글 클로 작전(Operation Eagle Claw) 또는 독수리 발톱 작전은 1979년에 발생한 주 이란 미국 대사관 인질 사건에서 인질이 된 대사관 직원 및 그 가족들 52명을 구출하기 위해 1980년 4월 24일부터 4월 25일에 집행되었던 비밀 작전이다. 미군 4군을 총동원시켜 델타 포스를 처음 투입한 작전이지만, 헬기의 문제로 인해 실패하였다.